# Ragnachar
Ragnachar war ein fränkischer Kleinkönig (regulus) Ende des 5. Jahrhunderts aus dem Geschlecht der Merowinger und ein Verwandter Chlodwigs I.

## Leben
Das Geschichtswerk Gregors von Tours (Decem Libri Historiarum, 2. Buch), auf dem alle späteren Berichte basieren, ist die wichtigste Quelle zu Ragnachar.
Ragnachar herrschte in Cambrai und errichtete sich seinen Machtbereich im Zusammenhang mit dem Untergang der spätrömischen Verwaltung in Gallien. Er war einer der zahlreichen fränkischen Kleinkönige in diesem Raum, ähnlich wie Chlodwig I., der vielleicht einen gewissen Ehrenvorrang genoss, da sein Vater Childerich I. das römische Militärkommando in der Belgica Secunda bekleidet hatte.
486 unterstützte Ragnachar Chlodwig I. bei dessen Militäroperation gegen den Gallo-Römer Syagrius. Syagrius war der Sohn des römischen magister militum Aegidius und herrschte in Soissons, einer der letzten römischen Enklaven im untergegangenen Westreich. Ragnachar unterstützte Chlodwig wohl auch, weil der Machtbereich Syagrius’ an den Ragnachars angrenzte. Gemeinsam besiegten sie Syagrius’ Heer; dieser konnte zu den Westgoten flüchten, wurde aber bald darauf an Chlodwig ausgeliefert, der ihn hinrichten ließ.
Mit dem Untergang des Syagriusreichs hatte sich das Machtgleichgewicht zwischen den fränkischen Kleinkönigen zu Gunsten von Chlodwig verschoben. Dieser ging schließlich auch gegen Ragnachar vor, doch ist die Chronologie der Ereignisse unsicher. Wahrscheinlich begann Chlodwig seine Operationen erst gegen Ende seiner Regierungszeit, als er die Alamannen und Westgoten bereits besiegt hatte, sicher aber nicht vor dem Jahr 490.
Chlodwig schaltete auch die Kleinkönige Chararich und Sigibert von Köln aus, doch ist nicht ganz klar, in welcher Reihenfolge die Ereignisse stattfanden. Nach dem Bericht Gregors führte Ragnachar ein ausschweifendes Leben und wurde deshalb von den Franken in seiner Umgebung verachtet. Laut Gregor von Tours schickte Chlodwig I. Schmuck und Wehrgehänge an die Männer Ragnachars, damit sie ihn zur Herrschaftsübernahme einluden. Jedoch war dies eine List, da es sich bei den Geschenken nur um wertloses vergoldetes Erz handelte. Ragnachar wurde dann, nachdem er die Schlacht gegen Chlodwigs Truppen verloren hatte, von seinen eigenen Leuten gefangen genommen und Chlodwig übergeben, der Ragnachar sowie seine Brüder Richar und Rignomer, der sich in Le Mans aufhielt, töten ließ. Zudem verhöhnte er die betrogenen Einlader, welche dann aus Angst ihn als neuen Herrscher anerkannten.
Damit hatte Chlodwig alle etwaigen Konkurrenten ausgeschaltet und den Weg zur Vereinigung der Franken in einem Reich freigemacht.